# Tübinger Torte
Die Tübinger Torte ist eine Methode der 3D-Histologie.
Heilung von Hautkrebs ist nur garantiert, wenn der Tumor komplett entfernt wurde. Mit der Tübinger Torte genannten Methode werden Operation und Diagnose kombiniert, so dass auch sehr kleine Tumorausläufer erfasst werden können. Dabei wird der Tumor als rundliche Scheibe mit kleinem Sicherheitsabstand herausgeschnitten. Danach werden die dreidimensionalen Schnittkanten so präpariert, dass sie in histologischen Schnitten komplett sichtbar sind. Durch eine Fadenmarkierung sind die Schnittränder des herausgeschnittenen Gewebes identifizierbar.
Die Haut wird kreisförmig senkrecht zur Hautoberfläche eingeschnitten. Der Winkel zwischen dem senkrechten Schnitt und der Ebene der gesamten Basis sollte 90° betragen. Der zum Schädel hinweisende Punkt des Präparates (d. h. der kranialste Punkt) wird mit einem Faden markiert. Von diesem Punkt aus wird im Uhrzeigersinn der Rand des gesamten Präparates ringförmig abgetrennt und in mehrere etwa gleich große, schmale Segmente zerschnitten. Normalerweise enthalten diese Einzelfragmente Epidermis, Dermis und Fettgewebe. Senkrecht zur Epidermisebene werden Parallelschnitte hergestellt. Daraus kann die ganze Tiefe des Präparates beurteilt werden.
Basis und Seiten des entfernten Gewebes werden während der Operation mikroskopisch mit einer 250fachen Vergrößerung auf Tumorfreiheit untersucht. Dabei darf sich im histologischen Schnitt weder Tumorgewebe noch eine starke Entzündung zeigen. Bei nachweisbaren Tumorresten kann gezielt nachoperiert werden. Sind an einer Stelle noch Tumorausläufer zu erkennen, wird gezielt nachgeschnitten, in Ausnahmefällen bis zu vier- oder fünfmal. Der Eingriff dauert etwa zehn Minuten und wird unter computergesteuerter Lokalanästhesie vorgenommen.
Durch diese Methode kann gewebeschonend und gewebesparend operiert werden. Durch die dreidimensionale, feingewebliche Untersuchung ergibt sich eine mehr als 99-%-Chance, alle Tumorreste zu entdecken.
Die Methode wurde von Professor Helmut Breuninger von der Universitätshautklinik Tübingen in einer Studie veröffentlicht und so weit perfektioniert, dass sie routinemäßig anwendbar ist. Fast 5000 Patienten mit zum Teil sehr ausgedehnten Basalzellkarzinomen wurden bereits (Stand: 2005) mit der 3D-Histologie behandelt.